# Grande Prêmio da Austrália de 1991
Resultados do Grande Prêmio da Austrália de Fórmula 1 realizado em Adelaide em 3 de novembro de 1991. Décima sexta do campeonato, foi vencido pelo brasileiro Ayrton Senna, da McLaren-Honda, com Nigel Mansell em segundo pela Williams-Renault e Gerhard Berger em terceiro pela McLaren-Honda.

## Resumo

### Bastidores e anúncios
Ausente de cinco provas na temporada e libertado pela Justiça Inglesa no mês anterior, Bertrand Gachot pilotou o carro #29 da Larousse de Eric Bernard, que se machucou no treino livre de sexta do GP do Japão;
Alain Prost é demitido da Ferrari e a escuderia convoca Gianni Morbidelli, piloto de testes do time de Maranello e vindo da Minardi na atual temporada. Após duas provas ausentes, Roberto Moreno conduz o carro #24 do time de Faenza na vaga deixada pelo piloto de Pesaro. Em sua primeira prova em um time de ponta, Morbidelli pontua pela primeira vez com meio ponto.
Última corrida de Satoru Nakajima. O piloto japonês já tinha anunciado com antecedência a aposentadoria no início da segunda fase do campeonato e também as últimas corridas de: Emanuele Pirro, Alex Caffi e Naoki Hattori.

### Apenas 14 voltas
A largada da corrida foi com chuva e Senna, que largou na pole, conseguiu largar bem e manteve a ponta, com Berger em 2º, Mansell em 3º e Schumacher e Piquet disputando a 4ª posição. Na 3ª volta, Mansell já ocupava a 2ª posição ao superar Berger. Na 5ª volta, Schumacher perde o controle e acerta Alesi, que vinha logo atrás na reta Brabham. Piquet também chega a perder o controle do seu carro fazendo 360º graus no início da Brabham, mas ele consegue voltar ao circuito sem perder a 4ª posição. Com um carro bem acertado para o piso molhado, Mansell vai tentar ultrapassar Senna nessa mesma reta. Quando estava ultrapassando o brasileiro da McLaren, carros batidos aparecem na frente do piloto inglês, que freia para não acertá-los, e Senna volta para a liderança da prova. Pierluigi Martini, da Minardi, é outro que perde o controle do carro, indo bater forte no muro de proteção também na mesma reta. Assim que abriu a volta e contornou a chicane, Mansell perde o controle do seu carro acertando forte no muro do circuito. O piloto é atendido pelo médico da entidade e retirado do carro mancando. A direção de prova resolve interromper a prova, porque a chuva que caía na pista estava mais forte do que no início do Grande Prêmio. 
Devido à chuva torrencial que caía sobre o Circuito de Adelaide, esta corrida passou à história como a segunda mais curta da categoria ao ser encerrada após quatorze das oitenta e uma voltas previstas (recorde superado no Grande Prêmio da Bélgica de 2021, com apenas uma volta disputada) razão pela qual os pontos foram atribuídos pela metade, afinal a distância percorrida foi inferior aos 75% previstos no regulamento. Foi também a última corrida de Nelson Piquet na Fórmula 1.
Com o título de pilotos decidido no Japão em favor de Ayrton Senna, na Austrália definiu-se o mundial de construtores ficando com a McLaren. É o sétimo título da escuderia de Woking.
Quarta corrida na história da Fórmula 1 que atribuiu a pontuação pela metade.

## Classificação da prova

### Pré-classificação
| Pos. | Nº | Piloto            | Construtor     | Tempo    | Dif.    |
| ---- | -- | ----------------- | -------------- | -------- | ------- |
| 1    | 7  | Martin Brundle    | Brabham-Yamaha | 1:17.707 | —       |
| 2    | 10 | Alex Caffi        | Footwork-Ford  | 1:18.007 | + 0.300 |
| 3    | 8  | Mark Blundell     | Brabham-Yamaha | 1:18.049 | + 0.342 |
| 4    | 9  | Michele Alboreto  | Footwork-Ford  | 1:18.051 | + 0.344 |
| 5    | 14 | Gabriele Tarquini | Fondmetal-Ford | 1:18.184 | + 0.477 |
| 6    | 31 | Naoki Hattori     | Coloni-Ford    | 1:22.852 | + 5.145 |

### Treinos
| Pos.    | Nº | Piloto             | Construtor         | Q1        | Q2        | Dif.    |
| ------- | -- | ------------------ | ------------------ | --------- | --------- | ------- |
| 1       | 1  | Ayrton Senna       | McLaren-Honda      | 1:14.210  | 1:14.041  | —       |
| 2       | 2  | Gerhard Berger     | McLaren-Honda      | 1:14.385  | 1:15.563  | + 0.344 |
| 3       | 5  | Nigel Mansell      | Williams-Renault   | 1:14.822  | 1:14.897  | + 0.781 |
| 4       | 6  | Riccardo Patrese   | Williams-Renault   | 1:15.633  | 1:15.057  | + 1.016 |
| 5       | 20 | Nelson Piquet      | Benetton-Ford      | 1:16.552  | 1:15.291  | + 1.250 |
| 6       | 19 | Michael Schumacher | Benetton-Ford      | 1:15.840  | 1:15.508  | + 1.467 |
| 7       | 28 | Jean Alesi         | Ferrari            | 1:17.014  | 1:15.545  | + 1.504 |
| 8       | 27 | Gianni Morbidelli  | Ferrari            | 1:16.203  | 1:17.679  | + 2.162 |
| 9       | 4  | Stefano Modena     | Tyrrell-Honda      | 1:16.253  | 45:56.547 | + 2.212 |
| 10      | 23 | Pierluigi Martini  | Minardi-Ferrari    | 1:17.614  | 1:16.359  | + 2.318 |
| 11      | 22 | J. J. Lehto        | Dallara-Judd       | 1:17.665  | 1:16.871  | + 2.830 |
| 12      | 33 | Andrea de Cesaris  | Jordan-Ford        | 1:17.073  | 1:17.050  | + 3.009 |
| 13      | 21 | Emanuele Pirro     | Dallara-Judd       | 1:17.342  | 1:18.233  | + 3.301 |
| 14      | 15 | Maurício Gugelmin  | Leyton House-Ilmor | 1:17.344  | 1:17.431  | + 3.303 |
| 15      | 9  | Michele Alboreto   | Footwork-Ford      | 1:18.214  | 1:17.355  | + 3.314 |
| 16      | 32 | Alessandro Zanardi | Jordan-Ford        | 1:17.362  | 1:17.723  | + 3.321 |
| 17      | 8  | Mark Blundell      | Brabham-Yamaha     | 1:17.867  | 1:17.365  | + 3.324 |
| 18      | 24 | Roberto Moreno     | Minardi-Ferrari    | 1:19.752  | 1:17.639  | + 3.598 |
| 19      | 34 | Nicola Larini      | Lambo-Lamborghini  | 1:19.076  | 1:17.936  | + 3.895 |
| 20      | 25 | Thierry Boutsen    | Ligier-Lamborghini | 1:18.992  | 1:17.969  | + 3.958 |
| 21      | 12 | Johnny Herbert     | Lotus-Judd         | 1:19.177  | 1:18.091  | + 4.050 |
| 22      | 26 | Erik Comas         | Ligier-Lamborghini | 1:19.678  | 1:18.112  | + 4.071 |
| 23      | 10 | Alex Caffi         | Footwork-Ford      | 1:18.783  | 1:18.157  | + 4.116 |
| 24      | 3  | Satoru Nakajima    | Tyrrell-Honda      | 1:18.216  | 1:18.307  | + 4.175 |
| 25      | 11 | Mika Häkkinen      | Lotus-Judd         | 1:19.199  | 1:18.271  | + 4.230 |
| 26      | 16 | Karl Wendlinger    | Leyton House-Ilmor | 1:18.282  | 2:12.369  | + 4.241 |
| 27      | 30 | Aguri Suzuki       | Lola-Ford          | 26:19.244 | 1:18.393  | + 4.352 |
| 28      | 7  | Martin Brundle     | Brabham-Yamaha     | 1:18.887  | 1:18.855  | + 4.814 |
| 29      | 35 | Eric van de Poele  | Lambo-Lamborghini  | 1:20.123  | 1:19.000  | + 4.959 |
| 30      | 29 | Bertrand Gachot    | Lola-Ford          | 1:20.163  | 1:19.274  | + 5.233 |
| Fontes: |    |                    |                    |           |           |         |

### Corrida
| Pos.    | Nº | Piloto             | Construtor         | Voltas              | Tempo/Diferença     | Grid                | Pontos              |
| ------- | -- | ------------------ | ------------------ | ------------------- | ------------------- | ------------------- | ------------------- |
| 1       | 1  | Ayrton Senna       | McLaren-Honda      | 14                  | 24ː34.899           | 1                   | 5                   |
| 2       | 5  | Nigel Mansell      | Williams-Renault   | 14                  | + 1.259             | 3                   | 3                   |
| 3       | 2  | Gerhard Berger     | McLaren-Honda      | 14                  | + 5.120             | 2                   | 2                   |
| 4       | 20 | Nelson Piquet      | Benetton-Ford      | 14                  | + 30.103            | 5                   | 1,5                 |
| 5       | 6  | Riccardo Patrese   | Williams-Renault   | 14                  | + 50.537            | 4                   | 1                   |
| 6       | 27 | Gianni Morbidelli  | Ferrari            | 14                  | + 51.069            | 8                   | 0,5                 |
| 7       | 21 | Emanuele Pirro     | Dallara-Judd       | 14                  | + 52.361            | 13                  |                     |
| 8       | 33 | Andrea de Cesaris  | Jordan-Ford        | 14                  | + 1ː00.431          | 12                  |                     |
| 9       | 32 | Alessandro Zanardi | Jordan-Ford        | 14                  | + 1ː15.567          | 16                  |                     |
| 10      | 4  | Stefano Modena     | Tyrrell-Honda      | 14                  | + 1ː20.370          | 9                   |                     |
| 11      | 12 | Johnny Herbert     | Lotus-Judd         | 14                  | + 1ː22.073          | 21                  |                     |
| 12      | 22 | J. J. Lehto        | Dallara-Judd       | 14                  | + 1ː38.519          | 11                  |                     |
| 13      | 9  | Michele Alboreto   | Footwork-Ford      | 14                  | + 1ː39.303          | 15                  |                     |
| 14      | 15 | Maurício Gugelmin  | Leyton House-Ilmor | 13                  | + 1 volta           | 14                  |                     |
| 15      | 10 | Alex Caffi         | Footwork-Ford      | 13                  | + 1 volta           | 23                  |                     |
| 16      | 24 | Roberto Moreno     | Minardi-Ferrari    | 13                  | + 1 volta           | 18                  |                     |
| 17      | 8  | Mark Blundell      | Brabham-Yamaha     | 13                  | + 1 volta           | 17                  |                     |
| 18      | 26 | Erik Comas         | Ligier-Lamborghini | 13                  | + 1 volta           | 22                  |                     |
| 19      | 11 | Mika Häkkinen      | Lotus-Judd         | 13                  | + 2 voltas          | 25                  |                     |
| 20      | 16 | Karl Wendlinger    | Leyton House-Ilmor | 12                  | + 2 voltas          | 26                  |                     |
| Ret     | 23 | Pierluigi Martini  | Minardi-Ferrari    | 8                   | Rodou               | 10                  |                     |
| Ret     | 19 | Michael Schumacher | Benetton-Ford      | 5                   | Colisão             | 6                   |                     |
| Ret     | 28 | Jean Alesi         | Ferrari            | 5                   | Colisão             | 7                   |                     |
| Ret     | 34 | Nicola Larini      | Lambo-Lamborghini  | 5                   | Rodou               | 19                  |                     |
| Ret     | 25 | Thierry Boutsen    | Ligier-Lamborghini | 5                   | Colisão             | 20                  |                     |
| Ret     | 3  | Satoru Nakajima    | Tyrrell-Honda      | 4                   | Rodou               | 24                  |                     |
| DNQ     | 30 | Aguri Suzuki       | Lola-Ford          | Não qualificado     | Não qualificado     | Não qualificado     | Não qualificado     |
| DNQ     | 7  | Martin Brundle     | Brabham-Yamaha     | Não qualificado     | Não qualificado     | Não qualificado     | Não qualificado     |
| DNQ     | 35 | Eric van de Poele  | Lambo-Lamborghini  | Não qualificado     | Não qualificado     | Não qualificado     | Não qualificado     |
| DNQ     | 29 | Bertrand Gachot    | Lola-Ford          | Não qualificado     | Não qualificado     | Não qualificado     | Não qualificado     |
| DNPQ    | 14 | Gabriele Tarquini  | Fondmetal-Ford     | Não pré-qualificado | Não pré-qualificado | Não pré-qualificado | Não pré-qualificado |
| DNPQ    | 31 | Naoki Hattori      | Coloni-Ford        | Não pré-qualificado | Não pré-qualificado | Não pré-qualificado | Não pré-qualificado |
| Fontes: |    |                    |                    |                     |                     |                     |                     |

## Tabela do campeonato após a corrida
| Pos.    | Piloto           | Pontos |
| ------- | ---------------- | ------ |
| 1       | Ayrton Senna     | 96     |
| 2       | Nigel Mansell    | 72     |
| 3       | Riccardo Patrese | 53     |
| 4       | Gerhard Berger   | 43     |
| 5       | Alain Prost      | 34     |
| Fontes: |                  |        |

| Pos.    | Construtor       | Pontos |
| ------- | ---------------- | ------ |
| 1       | McLaren-Honda    | 139    |
| 2       | Williams-Renault | 125    |
| 3       | Ferrari          | 55,5   |
| 4       | Benetton-Ford    | 38,5   |
| 5       | Jordan-Ford      | 13     |
| Fontes: |                  |        |

- Nota: Somente as primeiras cinco posições estão listadas e os campeões da temporada surgem grafados em negrito.